# Танака Нодзомі
Танака Нодзомі (англ. Nozomi Tanaka, 4 вересня 1999) — японська легкоатлетка, яка спеціалізується в бігу на середні та довгі дистанції, чемпіонка світу та Азії 2018 року серед юніорів у бігу на 3000 метрів.

## Основні міжнародні виступи
| Рік               | Змагання                      | Місто             | Місце             | Дисципліна        | Примітки          |
| Виступи за Японія | Виступи за Японія             | Виступи за Японія | Виступи за Японія | Виступи за Японія | Виступи за Японія |
| ----------------- | ----------------------------- | ----------------- | ----------------- | ----------------- | ----------------- |
| 2016              | Чемпіонат світу серед юніорів | Бидгощ            | 8                 | 3000 метрів       |                   |
| 2017              | Чемпіонат Азії                | Бхубанешвар       | 4                 | 1500 метрів       |                   |
| 2018              | Чемпіонат Азії серед юніорів  | Ґіфу              | 1                 | 3000 метрів       |                   |
| 2018              | Чемпіонат світу серед юніорів | Тампере           | 1                 | 3000 метрів       | [ 1 ]             |